# 瓦拉普
瓦拉普（英語：Warrap）是南蘇丹共和國的都市，位在南蘇丹北部，曾經是瓦拉布省的首府，後被克瓦喬克取代。